# 森藤よしひろ
森藤 よしひろ（もりとう よしひろ、1944年8月14日 - 2000年11月3日）は、日本の漫画家。本名：森藤嘉宏、静岡県出身。初期においてはしばしば“森藤嘉宏”名義が（ときには同じ作品でも掲載号によってまちまちで）混在している。

## 略歴
タツノコプロを退職後、『ウルトラQ・SOS富士山』でデビュー（森ひろし名義）。

## 作品リスト
- ウルトラQ・SOS富士山（少年ブック 1966年夏休み増刊号別冊付録 ）
- 戦え!マイティジャック（少年ブック 1968年5月号 - 12月号）
- キャプテンスカーレット（小学三年生 1967年12月号 - 1968年7月号）
- 怪奇大作戦（小学二年生 1968年11月号 - 1969年3月号）
- ミラーマン（幼稚園 1969年10月号 - 1970年3月号）
- ビッグ野郎（小学六年生 1971年1月号 - 2月号）
- 帰ってきたウルトラマン（小学五年生 1971年8月号 - 1972年4月号、小学六年生 1971年7月号 - 1972年4月号）
- シルバー仮面（よいこ 1972年1月号 - 6月号）
- ウルトラマンA（小学五年生 1972年5月号 - 1973年3月号、小学六年生 1972年5月号 - 1973年3月号）
- トリプルファイター（別冊たのしい幼稚園 1972年8月号 - ）
- アイアンキング（よいこ 1973年3月号 ）
- ウルトラマンタロウ（幼稚園 1973年6月号 - 12月号、小学六年生 1973年4月号 - 9月号）
- 鉄人タイガーセブン（たのしい幼稚園 1973年）
- ダイヤモンド・アイ（小学二年生 1973年7月号 - 1974年4月号、小学五年生 1973年7月号 - 1974年2月号）
- 流星人間ゾーン（別冊たのしい幼稚園 1973年）
- 電人ザボーガー（たのしい幼稚園 1974年）
- 勇者ライディーン（たのしい幼稚園 1975年）
- 宇宙の騎士テッカマン（テレビマガジン 1975年7月号 - 1976年2月号）
- 大空魔竜ガイキング（テレビマガジン 1976年4月号 - 1977年2月号）
- 惑星ロボ ダンガードA（たのしい幼稚園 1977年）
- ミクロマン （テレビマガジン）
- 無敵鋼人ダイターン3（たのしい幼稚園 1978年）
- 機動戦士ガンダム（たのしい幼稚園 1979年5月号、連載第1回のみ）
- ザ☆ウルトラマン（たのしい幼稚園 1979年）
- ウルトラマン80（たのしい幼稚園 1980年）
- テクノロボ コンポボーイ（テレビランド 1981年9月号 - 1982年10月号）
- 太陽の牙ダグラム（コミックボンボン 1981年11月号 - 1983年4月号）
- 六神合体ゴッドマーズ（たのしい幼稚園 1982年）
- ウルトラマングレート（ヒーローマガジン）
- くもん出版と集英社の学習漫画（歴史系）